# Lignana
Lignana (piemontiul: Gnan-a) település Olaszországban, Vercelli megyében. Lakosainak száma 538 fő (2023. január 1.). Lignana Crova, Desana, Ronsecco, Sali Vercellese, Salasco és Vercelli községekkel határos.

## Népesség
A település népességének változása:
| Lakosok száma | 538  | 559  | 538  |
|               | 2017 | 2018 | 2023 |